# Абсолютно черно тяло
Абсолютно черното тяло (АЧТ) е идеализиран модел, абстракция, използвана в термодинамиката и представлява тяло в термодинамично равновесие (т.е. има изотропно излъчване), което поглъща електромагнитно излъчване в целия диапазон (всички дължини на вълната) и не отразява нищо. Това обаче не означава, че тялото не излъчва. То може да излъчва вълни с всякаква дължина на вълната и визуално има цвят. Спектърът на излъчване зависи единствено от неговата температура. Слънцето, както и другите звезди, са най-добри приближения за абсолютно черни тела
Терминът „абсолютно черно тяло“ (съкратено АЧТ) е въведен от Густав Кирхоф през 1860 година. Той изказва предположението, че тяло, което поглъща всичката светлина и не отразява никаква част от нея, при нагряване ще започне да излъчва целия спектър:с. 373 Дотогава за излъчването се използва законът на Релей-Джинс, в който спектралната плътност на топлинното излъчване е обратно пропорционална на дължината на вълната.
{\displaystyle ~E(\nu ,T)={\frac {2\pi kT\nu ^{2}}{c^{2}}}}:с. 128 Той е в съгласие с експеримента за ниски честоти (големи дължини на вълната), но при малките дължини (към виолетовата част на видимия спектър) води до така наречената ултравиолетова катастрофа.
Другият подход, предложен по-късно, е законът на Вин
{\displaystyle \lambda _{\max }={\frac {0{,}002898}{T}}},
от 1893 г., изведен чрез прилагане на законите на термодинамиката към електромагнитното излъчване и предсказващ максимум в спектралната плътност на потока на топлинно излъчване в зависимост от температурата. Съответното изместване на максимума към по-ниски дължини на вълните с увеличаване на температурата е наблюдавано и експериментално. Законът на работи добре за високи честоти, но не е в съгласие с експеримента за ниски.
Нито единият, нито другият закон обясняват експерименталните данни в целия спектър на топлинно излъчване. Като разбира, че методите на класическата физика не могат да обяснят разликите между теорията и експеримента, Макс Планк построява през 1900 година своя полуемпиричен модел. Той прави гениалното предположение, че електромагнитното лъчение не е непрекъснато, а става на малки пакети, които той нарича кванти или фотони. Това поставя началото на нова физическа теория: квантовата механика, която успява да даде обяснение на топлинното излъчване на абсолютно черно тяло. Хипотезата на Планк за квантуването на електромагнитното лъчение е в основата на тази теория. Според закона на Планк интензивността на излъчването на абсолютно черно тяло в зависимост от температурата и честотата се определя с формулата:
{\displaystyle I(\nu )={\frac {2\pi h\nu ^{3}}{c^{2}}}{\frac {1}{e^{h\nu /kT}-1}}}
където {\displaystyle I(\nu )d\nu } – мощността на излъчването на единица площ в диапазона от честоти {\displaystyle \nu } до {\displaystyle \nu +d\nu }.

## Цвят на излъчването
Цветът (дължината на вълната или честотата) на излъчената от нагрявано тяло светлина зависи от температурата или с други думи спектърът на излъчване се мени с температурата.
| Температурен интервал в Келвини | Цвят       |
| ------------------------------- | ---------- |
| до 1000                         | Червен     |
| 1000 – 1500                     | Оранжев    |
| 1500 – 2000                     | Жълт       |
| 2000 – 4000                     | Бледожълт  |
| 4000 – 5500                     | Жълтобял   |
| 5500 – 7000                     | Бял        |
| 7000 – 9000                     | Синкавобял |
| 9000 – 15000                    | Синьобял   |
| 15000 – ∞                       | Син        |